# Rudusjön
Rudusjön är en sjö i Avesta kommun i Dalarna och ingår i Dalälvens huvudavrinningsområde. Sjön har en area på 0,852 kvadratkilometer och ligger 67 meter över havet. Sjön avvattnas av vattendraget Dalälven (Österdalälven).

## Delavrinningsområde
Rudusjön ingår i det delavrinningsområde (667374-153600) som SMHI kallar för Utloppet av Rudusjön. Medelhöjden är 88 meter över havet och ytan är 7,29 kvadratkilometer. Räknas de 2606 avrinningsområdena uppströms in blir den ackumulerade arean 26 865,11 kvadratkilometer. Avrinningsområdets utflöde Dalälven (Österdalälven) mynnar i havet. Avrinningsområdet består mestadels av skog (53 procent) och jordbruk (13 procent). Avrinningsområdet har 0,81 kvadratkilometer vattenytor vilket ger det en sjöprocent på 11,1 procent. Bebyggelsen i området täcker en yta av 0,12 kvadratkilometer eller 2 procent av avrinningsområdet.